# Kaïro
Pour les articles homonymes, voir Kairo et Pulse.
Pour plus de détails, voir Fiche technique et Distribution.
Kaïro (回路, Kairo) est un film d'horreur japonais réalisé en 2000 par Kiyoshi Kurosawa et sorti en 2001. 
Le film a été présenté au Festival de Cannes 2001 dans la section « Un certain regard ».

## Synopsis
Un mystérieux site internet semble pousser les gens qui le consultent au suicide...

## Fiche technique
- Réalisation : Kiyoshi Kurosawa
- Scénario : Kiyoshi Kurosawa
- Musique : Takefumi Haketa
- Chanson du générique : Cocco - 羽根 (Lay down my arms)
- Direction artistique : Tomoyuki Maruo
- Montage : Junichi Kikuchi
- Photographie : Junichiro Hayashi
- Son : Makio Ika
- Effets spéciaux : Shuji Asano
- Production : Shun Shimizu, Seiji Okuda, Ken Inoue et Atsuyuki Shimoda
- Production exécutive : Yasuyoshi Tokuma
- Sociétés de production : Daiei Motion Picture, N.T.V. Network, Hakuhodo et Imagica
- Société de distribution : Euripide Distribution (France)
- Budget : 25 millions de dollars
- Pays d'origine :  Japon
- Langue originale : japonais
- Format : couleurs - 35 mm - 1,85:1 - Son Dolby Surround
- Genre : Horreur, thriller, fantastique et science-fiction
- Durée : 118 minutes
- Dates de sortie :
  -  Japon : 3 février 2001
  -  France : 11 mai 2001 (Festival de Cannes) ; 23 mai 2001 (sortie nationale)

## Distribution
- Haruhiko Kato : Kawashima
- Kumiko Aso : Michi
- Koyuki : Harué
- Kurume Arisaka : Junko
- Masatoshi Matsuo : Yabé
- Shun Sugata (en) : le manager
- Kenji Mizuhashi : Taguchi
- Masayuki Shionoya : le fantôme
- Jun Fubuki : la mère de Michi
- Shinji Takeda : l'étudiant
- Koji Yakusho : le capitaine du bateau

## Distinctions
- Japanese Professional Movie Awards 2002 : meilleure actrice pour Kumiko Aso
- Festival international du film de Catalogne 2001 :
  - José Luis Guarner Critic's Award pour Kiyoshi Kurosawa
  - En compétition pour le meilleur film
- Festival de Cannes 2001 : Prix FIPRESCI – section Un certain regard (ex æquo avec Martha... Martha et Le Pornographe)